# Třeboň
Třeboň (en allemand : Wittingau) est une ville historique du district de Jindřichův Hradec, dans la région de Bohême-du-Sud, en Tchéquie. Sa population s'élevait à 8 262 habitants en 2024.

## Géographie
Třeboň se trouve dans une région forestière du sud de la Bohême, sur la route reliant České Budějovice et Jindřichův Hradec, près de la frontière avec l'Autriche. Elle est située à 21 km à l'est de České Budějovice, à 24 km au sud-ouest de Jindřichův Hradec et à 122 km au sud-sud-est de Prague.

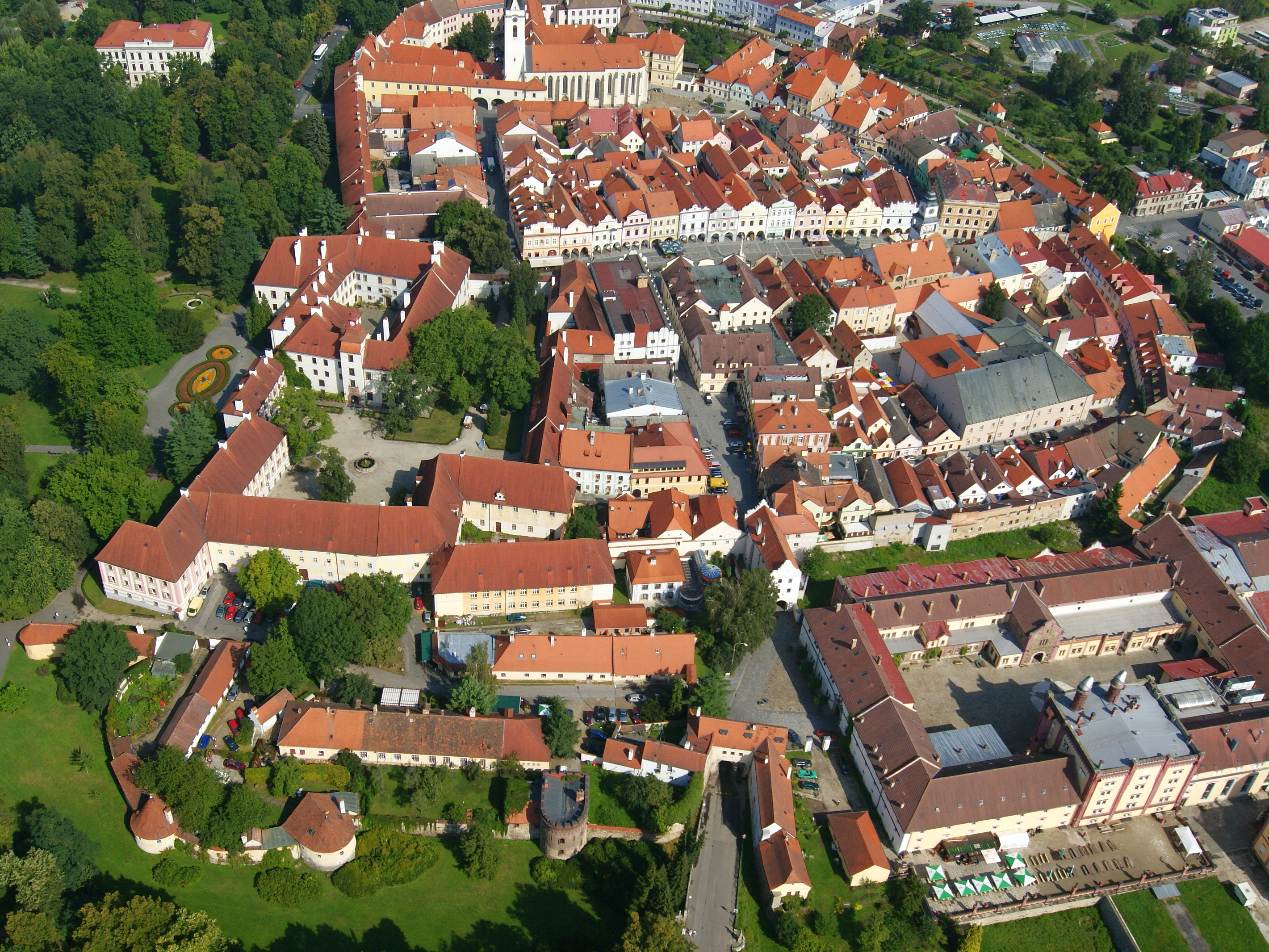
Centre historique de Třeboň.

La commune est limitée par Smržov, Lomnice nad Lužnicí, Lužnice et Novosedly nad Nežárkou au nord, par Stříbřec et Chlum u Třeboně à l'est, par Hamr, Majdalena, Cep, Hrachoviště et Jílovice au sud, et par Domanín, Libín, Štěpánovice, Lišov et Dunajovice à l'ouest.

## Histoire
La première mention écrite de la localité date de 1240.
La liaison ferroviaire express entre Prague et Vienne traverse la ville de Třeboň. Le président Masaryk a officiellement visité la ville à deux reprises en train, en 1919 et 1925.

## Patrimoine
Le cœur historique de la ville, préservé jusqu’à nos jours et dont les débuts remontent au XIIe siècle, est devenu une zone du patrimoine protégé. Le centre naturel de la ville est la place Masaryk, entourée de maisons bourgeoises aux façades Renaissance et baroques. Au centre, il y a une fontaine en pierre de la Renaissance de 1569 et une colonne mariale baroque. Le principal point de repère est l’ancien hôtel de ville, construit en 1563. Les stations thermales, le château — anciennement de Wittingau — d'époque Renaissance qui fut le berceau des Schwarzenberg jusqu'en 1947, les parcs et aussi l'immense étang Svět (littéralement « Monde ») font de Třeboň un lieu très attrayant pour le tourisme. À Třeboň se trouve la brasserie Regent fondée en 1379 et considérée comme une des plus anciennes brasseries d’Europe Centrale.
La nature alentour recèle de profondes forêts et de charmants petits étangs. La micro-région de Třeboňsko est une zone naturelle protégée et une réserve de biosphère de l'UNESCO. Pendant des siècles, la région de Třeboň a exploité ses marécages et ses tourbières. La région de Třeboň est aussi une zone traditionnelle de pisciculture, notamment pour ses carpes.
Chaque année au mois de mai, se déroule à Třeboň le Anifest - Festival international du film d'animation.

## Galerie

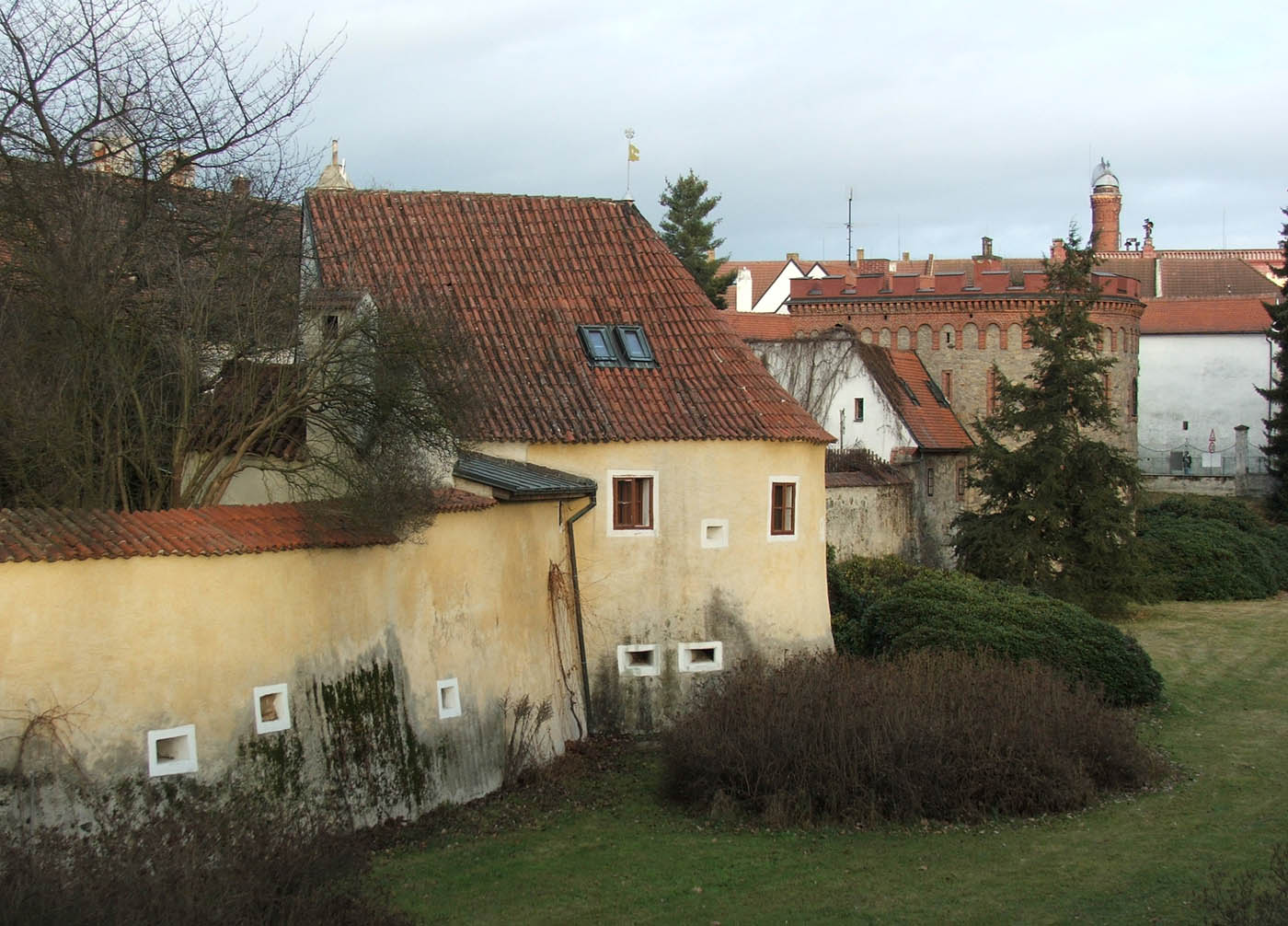
Restes des fortifications près de l’étang Svět.
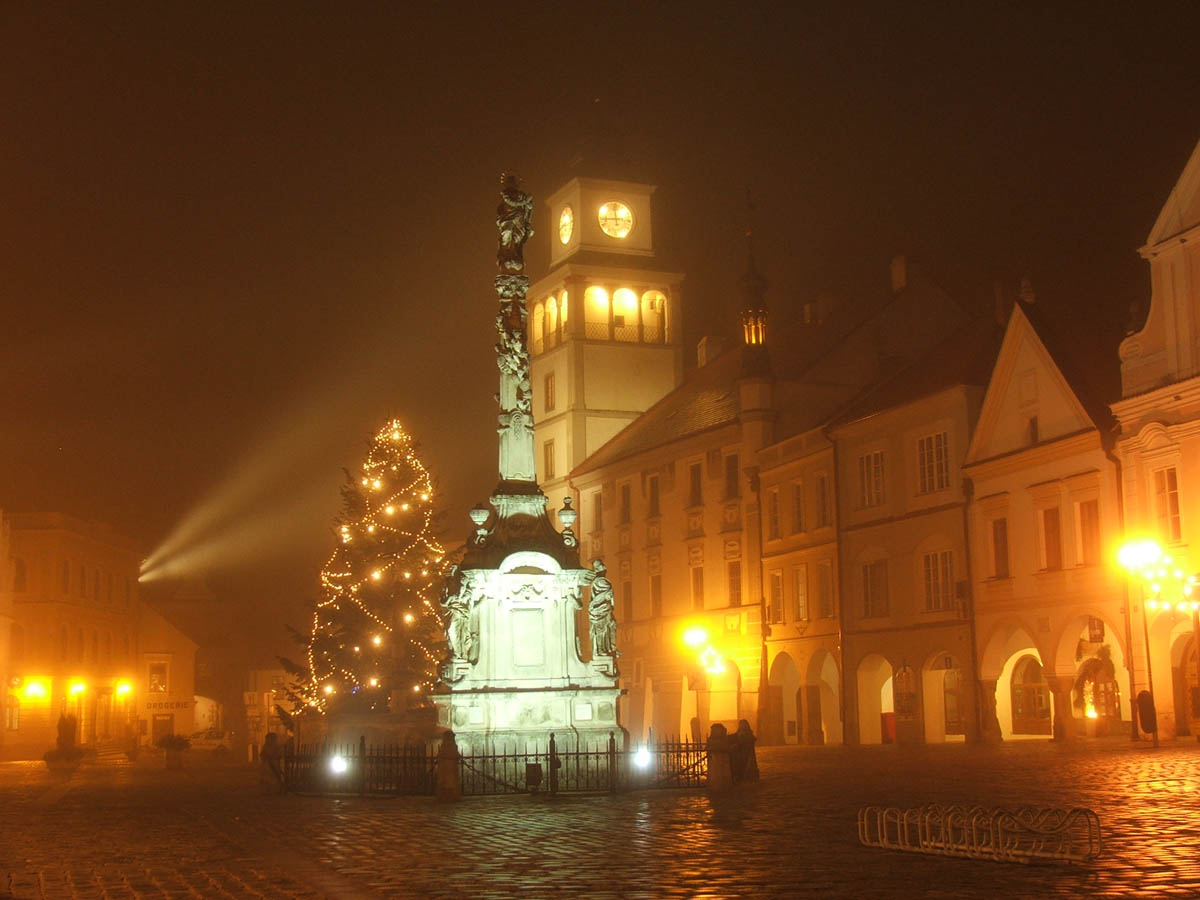
Noël à Třeboň.

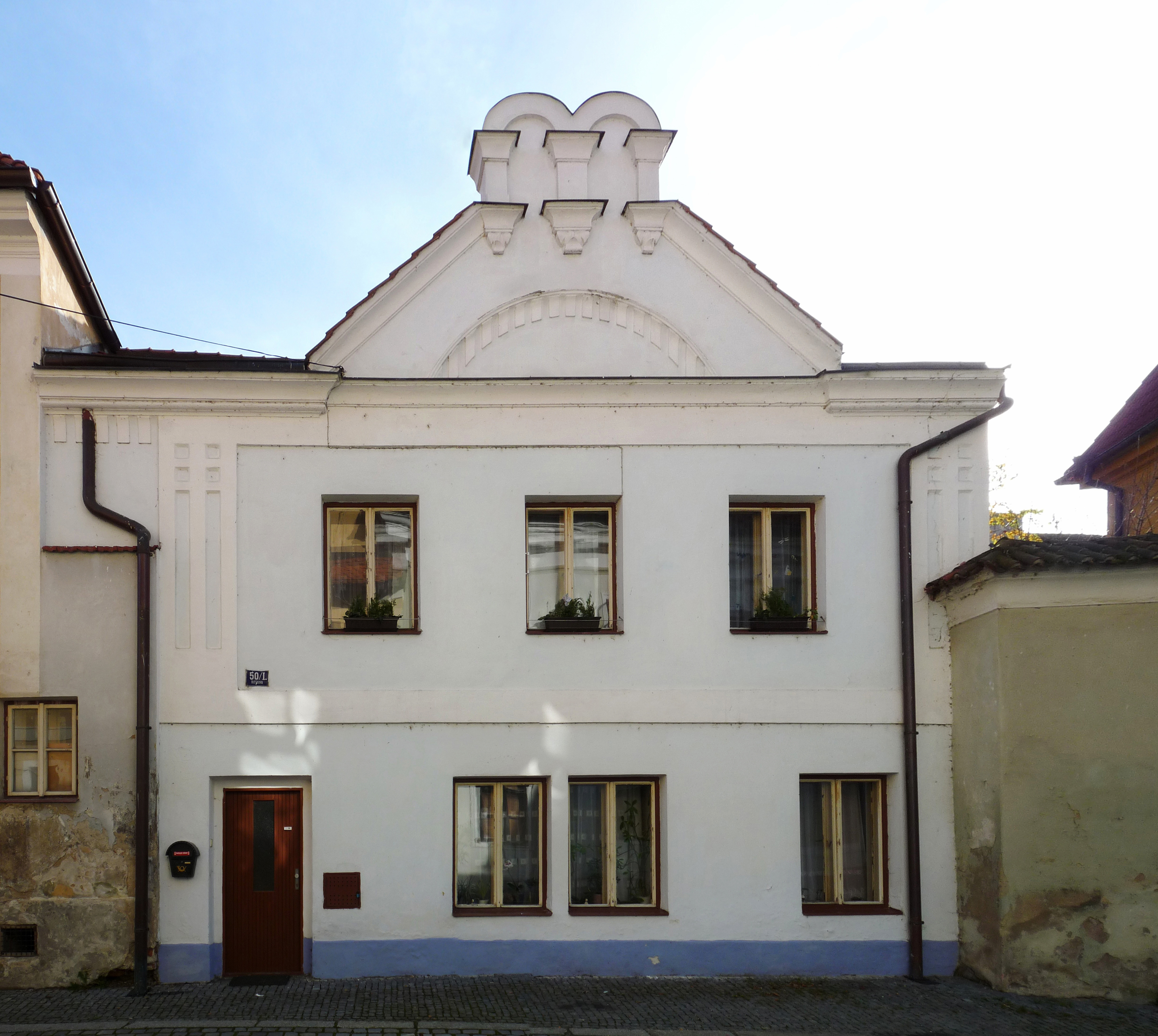
Synagogue de Třeboň.

## Jumelage
- Interlaken (Suisse)
- Schrems (Autriche)
- Horsens (Danemark)
- Utena (Lituanie)